# Ribérac
Ribérac (okcitansko Rabairac) je naselje in občina v francoskem departmaju Dordogne regije Akvitanije. Leta 2008 je naselje imelo 4.125 prebivalcev.

## Geografija
Kraj leži v pokrajini Périgord ob reki Dronne in njenem levem pritoku Peychay, 37 km severozahodno od Périgueuxa.

## Uprava
Ribérac je sedež istoimenskega kantona, v katerega so poleg njegove, vključene še občine Allemans, Bourg-du-Bost, Chassaignes, Comberanche-et-Épeluche, Petit-Bersac, Saint-Martin-de-Ribérac, Saint-Méard-de-Drône, Saint-Pardoux-de-Drône, Saint-Sulpice-de-Roumagnac, Siorac-de-Ribérac, Vanxains in Villetoureix z 8.822 prebivalci.
Kanton Ribérac je sestavni del okrožja Périgueux.

## Zanimivosti
- nekdanja Notredamska cerkev - grajska kapela iz 12. stoletja,
- neoromanska cerkev Marije, Kraljice miru, zgrajena v letih 1933-34,
- cerkev sv. Petra iz 12. stoletja, zaselek Faye,
- cerkev sv. Marcijala iz 12. stoletja.

## Pobratena mesta
- Rietberg (Severno Porenje - Vestfalija, Nemčija);